# Schmiedefeld (Saalfeld)
Schmiedefeld (do 31 grudnia 2018 Schmiedefeld (Lichtetal)) – dzielnica miasta Saalfeld/Saale w Niemczech, w kraju związkowym Turyngia, w powiecie Saalfeld-Rudolstadt. Do 31 grudnia 2018 jako samodzielna gmina wchodziła w skład wspólnoty administracyjnej Lichtetal am Rennsteig.